# Gefechte in der Ormoc Bay
Luzon

Mindoro – Lingayen  – Bataan – Manila – Corregidor
Visayas

Leyte – TE/WA – Panay – Simara – Negros – Cebu City
Mindanao

Bukidnon – Maguindanao/Cotabato – Davao
Operationen zur See

Convoy Hi-71 – Shin'yō Maru Vorfall – Formosa  – Golf von Leyte – Bucht von Ormoc – Convoy Hi-81 – Südchinesisches Meer – Taipeh  – Schlacht am 24. Juli 1945
Die Gefechte in der Ormoc Bay waren eine Serie von See- und Luftschlachten zwischen dem Japanischen Kaiserreich und den USA in der Camotes-See zwischen dem 9. November und dem 21. Dezember 1944. Sie fanden vor dem Ort Ormoc auf der Philippineninsel Leyte während des Pazifikkrieges im Zweiten Weltkrieg statt. Die Gefechte wurden dadurch ausgelöst, dass die japanischen Streitkräfte ihre Truppen auf Leyte sowohl verstärken, als auch versorgen wollten und den amerikanischen Bemühungen dies zu verhindern.

## Auftakt
Am 12. September wurde der Pilot der US Navy Thomas C. Tillar während eines Angriffs auf Cebu mit seiner Hellcat in einem Luftkampf von japanischen Jagdflugzeugen abgeschossen. Er konnte sich mit seinem Rettungsfloß sich auf die kleine Insel Apit, westlich von Leyte, retten. Dort erfuhr er von Einheimischen, dass sich auf Leyte keine nennenswerten Truppen befanden und auf Cebu lediglich 15.000 Mann stationiert waren. Diese Information konnte Tillar dann an seinen Vorgesetzten Admiral Charles Turner Joy weitergeben. Möglicherweise sorgten diese Informationen dafür, dass sich der amerikanische General Douglas MacArthur bei Präsident Roosevelt mit seinem Plan, die Philippinen zu erobern, gegen Admiral Nimitz der zunächst über Formosa das chinesische Festland angreifen wollte, durchsetzen konnte. Die Informationen waren allerdings teilweise falsch, denn die größten Teile der 16. japanischen Infanteriedivision unter dem Befehl von Generalleutnant Makino Shirō (japanisch 牧野 四郎) befanden sich auf Leyte und wurden im August noch verstärkt.

## Hintergrund
Am 17. Oktober 1944 meldete eine japanische Radarstation die amerikanischen Streitkräfte vor der Küste Leytes und am 20. Oktober begann die Landung der Truppen. Das führte zur See- und Luftschlacht im Golf von Leyte. In dieser Schlacht wurde die japanische Marine als strategisches Element eliminiert. Allerdings glaubte der Befehlshaber auf den Philippinen General Yamashita auch an eine Schwächung der amerikanischen Flotte, die aber nicht eingetreten war. Er rechnete zwar nicht mehr mit einer entscheidenden Schlacht auf See, beschloss aber, die entscheidenden Bodenschlachten auf Leyte und Luzon alleine fortzusetzen. Außerdem glaubte er an die großartigen Ergebnisse, die die japanische Marine in der Luftschlacht über Formosa verkündet hatte. Angesichts der US-amerikanischen Landung auf Leyte, entschied man sich für eine erste Bodenschlacht dort.
Die japanischen Marineoperationen, die Verstärkung, Vorräte und Munition für ihre Truppen auf Leyte transportierten, fanden zwischen dem 23. Oktober und dem 11. Dezember 1944 statt. Insgesamt fuhren neun große Konvois die gefährliche Seepassage von etwa 600 Seemeilen von Manila nach Ormoc, dem wichtigsten Hafen an der Westküste Leytes. Die Verstärkung der Truppen auf Leyte begann nur wenige Tage nach der amerikanischen Landung am 20. Oktober 1944, als Generalleutnant Suzuki Sōsaku, der an dieser Front die 35. Armee befehligte, begann, alle Arten von Lastkähnen, Segelbooten und anderen kleinen Fahrzeugen zu sammeln, um seine verstreuten Truppen von den kleinen Inseln um Leyte herum, den östlichen Visayas, nach Ormoc zu bringen. Abgesehen von den hier beschriebenen TA-Operationen wurden diese kleinen Fahrten während des gesamten Feldzugs fortgesetzt und es gelang ihnen, bis Ende Dezember mindestens 6.000 Mann, hauptsächlich aus der 30. und 102. Division, nach Leyte zu verlegen. Die TA-Operationen waren auch die ersten Operationen, bei denen die japanischen Schnelltransporter  (japanisch 等輸送 1-tō Yusōkan, deutsch ‚1. Klasse Transporter‘) eingesetzt wurden. Sie waren auf der Basis der Zerstörer der Matsu-Klasse gebaut und hatten ein abgeschrägtes Heck, um Landungsboote aussetzten zu können.
Die Entschlüsselungen von japanischen Nachrichten, die mit der Verschlüsselungsmaschine vom Typ B verschlüsselt waren, alarmierten die Amerikaner wegen der Schiffsansammlungen um Leyte, wurden aber als Vorbereitungen zur Evakuierung gedeutet. In der ersten Novemberwoche bemerkten die Amerikaner ihren Irrtum und begannen, die Konvois zu bekämpfen.

## Operationen

### TA-1

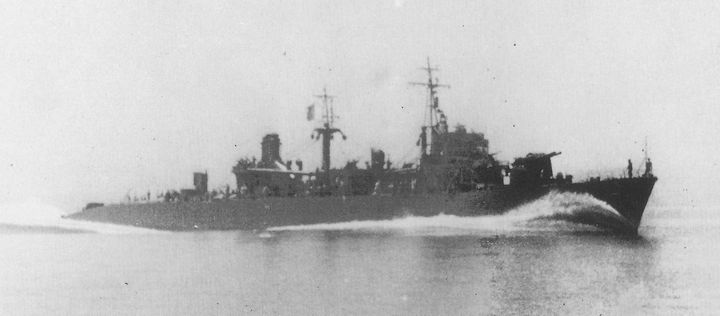
Japanischer Schnelltransporter T.1

Der erste größere Truppentransport nach Leyte hatte das Ziel 2.500 Soldaten des 41. Infanterieregiments von Cagayan auf Mindanao nach Ormoc zu verlegen. Auch die 16. Kreuzerdivision unter Sakonjō Naomasa, bestehend aus dem Schweren Kreuzer Aoba, dem Leichten Kreuzer Kinu und dem Zerstörer Uranami aus Manila sollten als Geleitschutz teilnehmen und die Transporter in Cagayan treffen. Diese Operation wurde später TA-1 bezeichnet. Diese Name wurde allerdings erst eingeführt, nachdem Admiral Mikawa Gun’ichi die TA-Operationen am 29. Oktober offiziell begonnen hatte. Die 16. Kreuzerdivision schaffte das Rendezvous in Cagayan nur mit Mühe. Zuvor war es eine Einheit der Zweiten Flotte von Vizeadmiral Kurita Takeo und lief am 21. Oktober aus Brunei aus. Als sich Schiffe am Morgen des 23. Oktober Manila näherte, gelang dem U-Boot USS Bream (SS-243) ein Torpedotreffer auf der Aoba, die nach dem Ausfall der Maschinen mit Schlagseite liegenblieb. Sakonju wechselte auf die Kinu und setzte seinen Weg am nächsten Tag fort. Auf dem Weg wurde der Verband von Aufklärern der Task Force 38 entdeckt und wurde dreimal von insgesamt 40 Flugzeugen angegriffen. Durch die Angriffe bekam die Uranami einen Treffer im Tank und die Schiffe hatten 72 Mann an Verlusten zu beklagen. Danach waren die amerikanischen Piloten in der Seeschlacht bei Leyte eingesetzt und die Schiffe erreichten am Morgen des 25. Oktober Cagayan.
Die Marinetransporter waren am Abend zuvor eingetroffen, hatten über Nacht Truppen an Bord genommen und waren bereits auf dem Weg nach Ormoc als Sakonju eintraf. Die Transporter T.6, T.9 und T.10 hatten jeweils 350 und die Transporter T.101 und T.102 jeweils 400 Mann an Bord. Die Kinu übernahm 500 und die Uranami 150 Infanteristen und folgten dann den Transportern. Zu diesem Zeitpunkt erreichten die Schlachten am Golf von Leyte vor Samar und Kap Engaño ihren Höhepunkt, so dass dieser Truppentransfer von den Amerikanern relativ unbemerkt blieb. P-38-Jäger beschossen zwar die T.6 und verursachten einige Verluste, aber alle Schiffe erreichten Ormoc am Morgen des 26. Oktober in gutem Zustand, und das 41. Regiment wurde schnell an Land gebracht und marschierte in Richtung Front. T.101 und T.102 wurden zurück zu den Visayas befohlen, um weitere Truppen aufzunehmen, während die Kinu, die Uranami und die drei übrigen Marinetransporter nach Manila zurückkehren wollten.
Am Vormittag des 26. Oktober durchquerte der Verband den Jintotolo-Kanal zwischen Masbate und Panay, als er von etwa 80 Flugzeugen von den Geleitträgern der Task Force 77.4.2 „Taffy 2“ mit Bomben und Raketen angegriffen wurden. Die Uranami erhielt zwei Bomben- und mehrere Raketentreffer durch die 103 Mann und der Kapitän getötet wurden und sank gegen Mittag. Die Kinu blieb über Wasser, ihr Ruder war hoffnungslos blockiert. Zwei weitere Wellen feindlicher Flugzeuge trafen sie, und eine Bombe in den Maschinenraum setzte den Kreuzer in Brand. Die drei Marinetransporter waren am Nachmittag vor Ort und retteten jeweils etwa 300 Überlebende. Die Kinu ging gegen 17:30 Uhr unter. Sakonju setzte seine Flagge auf T.10 und fuhr am 27. weiter nach Manila. Die Transporter T.101 und T.102 wurden wenige Tage später ebenfalls versenkt. T.102 in der Straße von Guimaras, wo sie am 26. Oktober von Trägerflugzeugen versenkt wurde. Am selben Tag gelang es der T.101 das 169. Infanteriebataillon in Tagbilaran auf Bohol einzuschiffen und dann nach Ormoc zu bringen. Am 27. Oktober wurde die T.101 nördlich von Cebu durch einen Luftangriff beschädigt und am 28. Oktober im Hafen von Ormoc versenkt.
Inzwischen trafen die überlebenden japanischen Kriegsschiffe der Schlachten am Golf von Leyte, hauptsächlich Zerstörer, in Manila ein. Die ersten Schiffe waren am 25. Oktober eingetroffen, als die Hamakaze und die Kiyoshimo vom Zerstörergeschwader 10, die Überlebende von der versenkten Musashi an Bord hatten, ankamen. Gefolgt wurden sie von der Hatsuharu und Hatsushimo von der Zerstörerdivision 21 mit den Überlebenden des versenkten Zerstörers Wakaba. Die Akebono der Zerstörerdivision 7 traf am 26. Oktober mit Überlebenden des Kreuzers Mogami ein. Am 28. erreichte Vizeadmiral Shima Kiyohide mit dem schweren Kreuzer Nachi und den Zerstörern Kasumi und Ushio vom 1. Zerstörergeschwader, dem beschädigten Kreuzer Kumano und dem Zerstörer Okinami vom 2. Zerstörergeschwader Manila. Die schwer beschädigte Kumano war definitiv nicht einsatzbereit, aber die Nachi und die Ashigara wurden zur „TA Unterstützungsgruppe“ ernannt, die in Bereitschaft gehalten werden sollte, um bei Bedarf einzugreifen. Die Zerstörer würden die Geleitzüge nach Ormoc begleiten.
Am 27. Oktober traf in Manila ein Truppenkonvoi mit der 1. Infanteriedivision aus Shanghai ein. Der Befehlshaber der 14. Regionalarmee, General Yamashita Tomoyuki war dagegen, sie nach Leyte weiterzuleiten und ordnete an, dass ein Bataillon jedes Regiments in Manila bleiben sollte, um sich vor dem Verlust der gesamten Division zu schützen, falls der Konvoi in eine Katastrophe geraten sollte. Anschließend befahl er der 26. Division, die seit August auf Luzon war, sich ebenfalls für den Transport nach Leyte bereitzuhalten.

### TA-2

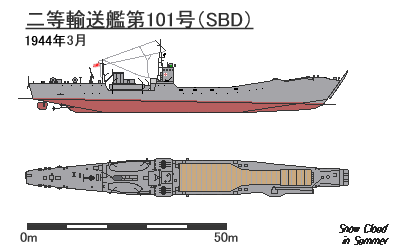
Japanisches Landungsboot T.101

Für den Transport des Hauptteils der 1. Division, etwa 10.000 Mann plus Ausrüstung, standen vier große Transporter zur Verfügung. Bei der Noto Maru, der Kinka Maru, der Kashii Maru und der Takatsu Maru handelte es sich um moderne Hochgeschwindigkeitsschiffe. Letzteres war speziell für militärische Landungseinsätze ausgerüstet, mit Deckskränen zum Entladen der 20 Lastkähne (Daihatsu), die transportiert werden konnten. Die 7. Konvoi-Begleitgruppe, die sie von Shanghai nach Manila begleitet hatte, würde sie auch bis nach Ormoc eskortieren. Diese Einheit bestand aus den Kaibokans Okinawa, Shumushu und den nur nummerierten Kaibokan der 1. Klasse Nr.11 und Nr.13 unter dem Kommando von Konteradmiral Matsuyama Mitsuharu.
Die Zerstörer Kasumi, Ushio, Akebono, Hatsuharu, Hatsushima und Okinami waren als Geleitschutz für TA-2 vorgesehen. Oberbefehlshaber war Konteradmiral Kimura Masatomi. Zusätzlich zum Hauptkonvoi umfasste TA-2 auch das Landungsschiff T.131, das zwei Tage zuvor von den Visayas nach Manila zurückgekehrt war. Sie nahm 340 Mann und Waffen des 20. Panzerabwehrbataillons an Bord, machte sich am Nachmittag des 28. Oktober auf den Weg nach Ormoc und kam in der Nacht des 30. Oktober sicher dort an. Sie nahm die Besatzung der versenkten T.101 an Bord und lief kurz nach Mitternacht des 31. Oktober wieder Richtung Manila aus. Im Laufe des Tages ging der Funkkontakt zu T.131 verloren und man vermutete, dass sie gesunken war, ohne ein Notsignal absetzen zu können.
Der zweite Teil der Operation bestand aus den Transportern T.6, T.9 und T.10 und beförderte 1.000 Mann des 12. Infanterieregimentes. Am frühen 31. Oktober liefen sie aus Manila aus. Auf dem Weg wurden sie einige Male aus der Luft angegriffen, erlitten aber keine Schäden. Am Nachmittag des 1. November setzten sie ihre Truppen in Ormoc an Land. T.6 und T.10 kehrten dann nach Manila zurück, T.9 wurde nach Cebu abkommandiert, um General Suzuki und etwa 100 Mann des Hauptquartiers der 35. Armee abzuholen. T.9 war im Morgengrauen des 2. November mit ihnen zurück in Ormoc.
Der Hauptkonvoi hatte Manila am 31. Oktober etwa zwei Stunden nach den kleineren Marinetransportern verlassen. Am ersten Tag und am größten Teil des zweiten Tages lief der Geleitzug in stürmischem Wetter und wurde von amerikanischen Streitkräften nicht entdeckt. Am Nachmittag des 1. November wurde der Konvoi von P-38 entdeckt und angegriffen. Sie konnten von patrouillierenden japanischen Jägern abgewehrt werden, ohne dass diese Schäden anrichteten. Am frühen Abend ankerten die Transporter vor Ormoc und begannen mit dem Entladen. Am Morgen des 2. November wurden die Schiffe wieder von P-38 angegriffen, die wieder nur geringe Verluste verursachten. Ein Angriff von 24 B-24 „Liberator“ Bombern am frühen Nachmittag hatte mehr Erfolg. Bis auf die Noto Maru lagen die Transporter im Schutz einer künstlichen Nebelwand. So konnten die Bomber nur einen Nahtreffer einer 225 kg erzielen, der allerdings die Noto Maru so sehr beschädigte, dass sie innerhalb einer halben Stunde auf Grund sank. Die Ushio erhielt ebenfalls einige Nahtreffer, erlitt jedoch nur leichte Schäden. Die Noto Maru war zum Zeitpunkt des Untergangs zu 90 Prozent entladen, die anderen Transporter waren ganz entladen und konnten den Hafen bei Einbruch der Dunkelheit des 2. November räumen. Der sich zurückziehende japanische Konvoi wurde nicht angegriffen und die Schiffe waren am 4. November sicher zurück in Manila.
Inzwischen war der vermisste Transporter T.131 wieder aufgetaucht. Er war am 31. Oktober in der Nähe von Panay von einer einzelnen B-24 beschossen worden, was einen kompletten Stromausfall und einen Ausfall der Funkverbindung zur Folge hatte. Erst am 2. November wurde der Funk so weit repariert, dass sie einen Notruf absetzen konnte. Der Transporter T.9, der gerade General Suzuki und seinen Stab nach Leyte gebracht hatte, wurde ihr zu Hilfe geschickt. Am Morgen des 3. November passierte auch Kimuras sich zurückziehender Konvoi das Gebiet und er schickte die Hatsuharu und die Hatsushimo, um zu helfen. Die T.9 nahm T.131 in Schlepp, die beiden Zerstörer wurden als Eskorten eingesetzt und alle erreichten am Morgen des 5. November die Marinewerft in Cavite bei Manila. T.131 überlebte den Krieg und kapitulierte 1945 in Saigon.
TA-2 war die bei weitem erfolgreichste aller TA-Operationen und die 1. Division sollte einen tiefgreifenden Einfluss auf den Feldzug an Land haben. General Walter Krueger, US Kommandeur auf Leyte, meinte, dass die mit TA-2 gelandete 1. Division hauptsächlich für die lange Dauer der Operationen auf Leyte verantwortlich war.

### TA-3 und TA-4

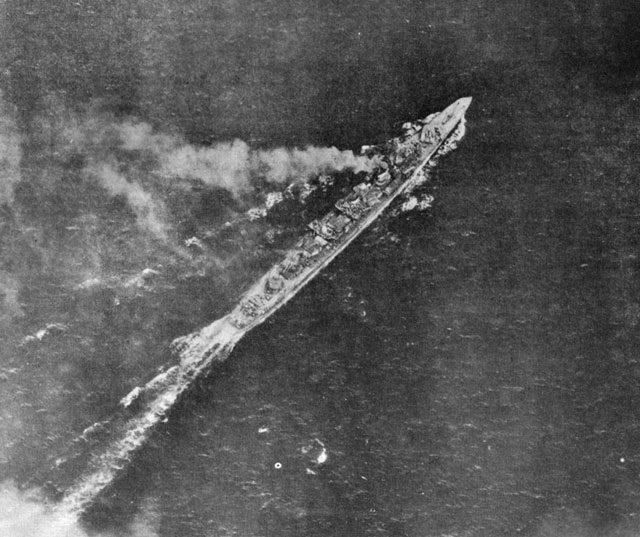
Japanischer Zerstörer Shimakaze am 11. November 1944 in der Ormoc bay.

Admiral Mikawa wurde von Vizeadmiral Okochi Denshichi abgelöst, der die TA Operationen von nun an führte. TA-3 und TA-4 waren dazu bestimmt, die Masse der 26. Infanteriedivision der Armee nach Leyte zu transportieren. TA-3 sollte unter Admiral Hayakawa die schwere Ausrüstung der Division nach Leyte überführen. TA-4 unter Admiral Kimura sollte die Soldaten transportieren. Die Landungsschiffe T.6, T.9 und T.10 wiederum sollten die letzten 1.000 Mann der 1. Division aufnehmen. Durch Angriffe amerikanischer Trägerflugzeuge und durch einen Taifun, der Manila heimsuchte, verzögerte sich die Verladung des schweren Geräts, so dass TA-4 eher einsatzbereit war als TA-3. Die Takatsu Maru, Kinka Maru und Kashii Maru, beladen mit 10.000 Mann und 3.500 Tonnen Munition, verließen am frühen Morgen des 8. November Manila direkt begleitet von dem Geleitzerstörer Okinawa, dem Flaggschiff von Admiral Matsuyama. Der Zerstörerverband von Admiral Kimura, der aus der Kasumi, der Ushio, der Akishimo, der Asashimo, der Naganami vom 2. Zerstörergeschwader und der Wakatsuki vom Geleitgeschwader 31 und den drei Landungsschiffen bestand, fuhr dem Konvoi voraus. Gedeckt durch den Sturm erreichten alle am frühen Abend des 9. November Ormoc.
Die drei Landungsschiffe T.6, T.9, T.10 wurden schon bald von vier B-25 Bombern und den sie begleitenden 16 P-38 Jägern angegriffen. Alle drei wurden nur leicht beschädigt und meldeten vier Abschüsse. Der Hauptkonvoi unter Admiral Matsuyama erreichte die Ormoc Bucht eine Stunde später und überstand die folgenden Tiefangriffe ebenfalls mit geringen Schäden an den Schiffen, es wurden aber die Lastkähne zum Transport der Truppen und des Materials auf der Takatsu Maru und der Kinka Maru zerstört. Deshalb gab es beim Löschen der Ladung und dem Verbringen der Soldaten aufs Festland Probleme, denn von etwa 50 Daihatsu-Landungsbooten, die sich in Ormoc zur Landung befunden hatten, waren nur fünf einsatzbereit, alle anderen waren entweder zerstört oder in ihren versteckten Buchten durch vom Taifun verursachte Schlammlawinen begraben. Das Landungsschiff T.10 hatte sechs Daihatsu an Bord, außerdem wurden mehrere große Flöße zusammengebaut und drei der Kaibokan wurden benutzt, um Männer und Munition zwischen Schiff und Küste zu transportieren. Dadurch gelang es, alle Truppen bis zum Sonnenaufgang des 10. November an Land zu bringen, aber es war immer noch viel Material an Bord der Transporter.
Um 10:30 des 10. November lichteten die Takatsu Maru und die Kashii Maru die Anker und verließen den Hafen von Ormoc, um mit Höchstgeschwindigkeit nach Manila zurückzukehren. Die Kinka Maru lief eine halbe Stunde später aus, eskortiert vom Geleitzerstörer Shimushu. Später kamen noch die Transporter T-6, T-9 und T-10 mit dem Geleitzerstörer Nr.13 hinzu. Um 11:25 Uhr wurde der Konvoi südlich vom Apali Point auf Leyte von 32 P-38 Jagdbombern und 30 B-25, die Tiefflugangriffe flogen, sogenanntes „Skip-Bombing“. Die Kashii Maru erhielt fünf Bombentreffer auf ihrem Vorschiff, die das noch nicht entladene Benzin entzündeten. Die Flammen breiteten sich aus und das Schiff explodierte um 12:03. Drei Seeleute und 16 Kanoniere starben. 159 Mann wurden von der Kasumi gerettet.
Zur gleichen Zeit trafen zwei Bomben die Brücke der Takatsu Maru und kurz darauf noch eine Skip-Bombe den Maschinenraum an Steuerbord, die auch die noch nicht entladene Munition zur Explosion brachte. Die Takatsu Maru brach auseinander und sank sofort. Es gab keine Überlebenden. Der Zerstörer Akishimo wurde auch schwer beschädigt, blieb aber schwimmfähig. Um 11:50 erhielt der Geleiter Nr.11 zwei Treffer von 225 kg Bomben hinter der Brücke und in den Schornstein. Der Geleiter Nr.13 rettete 59 Überlebende und zerstörte dann das in flachem Wasser aufgelaufene Wrack mit Artillerie.
In dieser Nacht trafen sich die Konvois TA-4 auf dem Rückweg nach Manila und TA-3 auf dem Weg nach Ormoc. TA-3 hatte Manila am Morgen des 9. November verlassen und bestand aus den Frachtschiffen Celebes Maru, Taizan Maru, Mikasa Maru, Seiho Maru und Tensho Maru und transportierte 2.000 Mann und 6.000 t Munition der 26. Division. Die Eskorte bestand aus den Zerstörern des 2. Geschwaders Shimakaze, Hatsuharu und Take, dem Minenräumboot Nr. 30 und dem U-Jäger Nr. 46 unter Admiral Hayakawa. Noch bevor sie Ormoc erreichten, lief die Celebes Maru bei der Bondoc-Halbinsel auf ein Riff und konnte nicht mehr befreit werden. Die Celebes Maru wurde, so weit es ging, entladen und später durch mehrere US-Luftangriffe zerstört. Bei der Begegnung übernahmen Naganami, Asashimo und Wakatsuki von TA-3 im Austausch mit Hatsuharu und Take den Schutz von TA-4, also hatte TA-4 jetzt einen Zerstörer mehr als Schutz. In der Nacht vom 10. November auf den 11. November wehrten die Zerstörer noch einen Angriff von zwei Schnellbooten ab und liefen am Morgen des 11. November in die Ormoc Bucht.
Noch während die Schiffe einliefen griffen 350 Flugzeuge der US Task Force 38 die Schiffe an, die in der engen Bucht in ihren Bewegungsmöglichkeiten extrem eingeschränkt waren. Die vier Transporter wurden schnell versenkt, aber trotzdem gelang es vielen Soldaten an Land zu kommen, aber die Ausrüstung war verloren. Die Zerstörer legten eine Nebelwand und feuerten selbstverständlich auf die Flugzeuge, wurden aber alle bis auf die Asashimo Opfer des Luftangriffs. Dass die Asashimo die Angriffe fast unbeschädigt überstand, könnte daran gelegen haben, dass sie neben der brennenden Hamanami lag und durch die Rauchwolken verdeckt war. Am 12. Oktober kam sie wieder in Manila an.

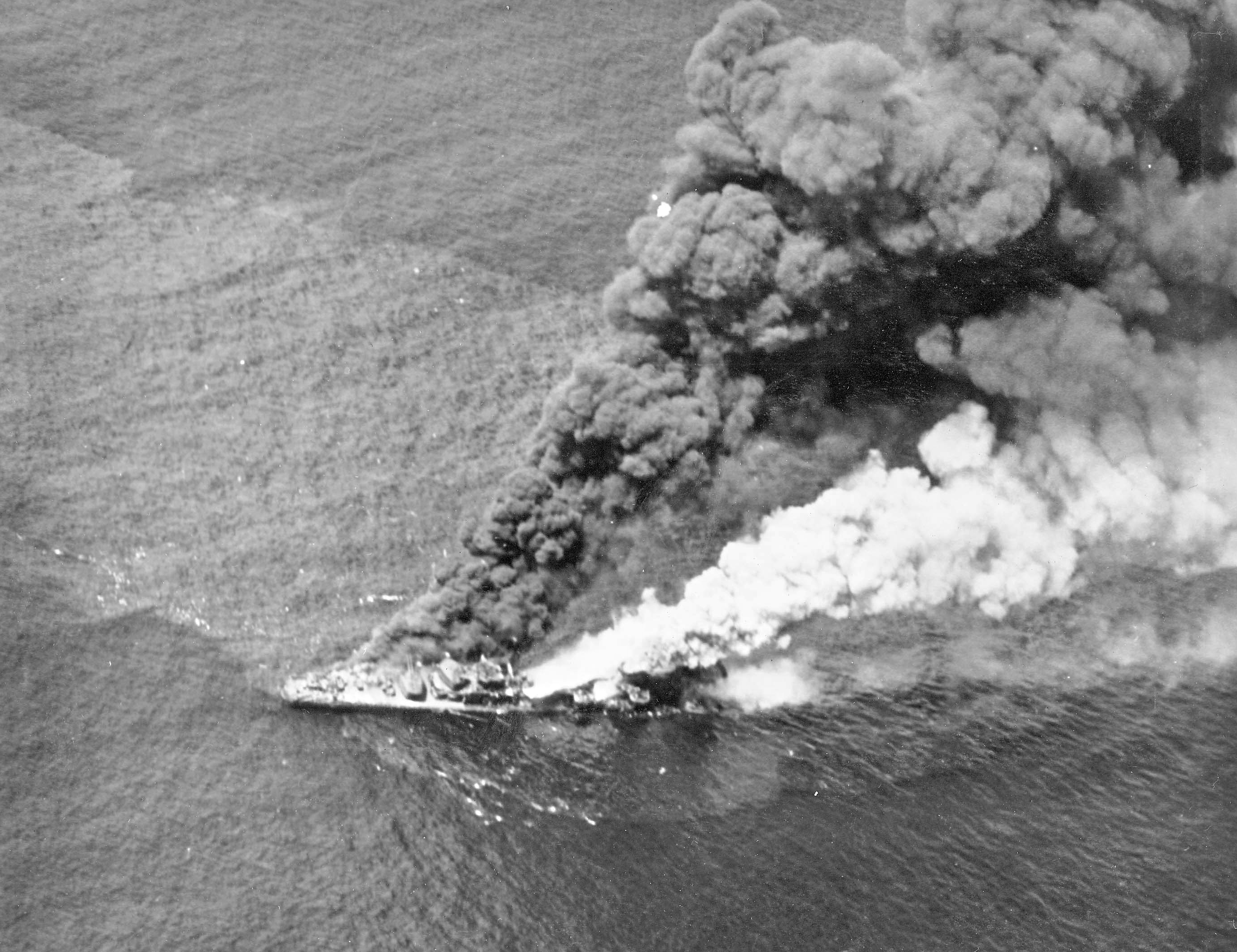
Japanischer Zerstörer Wakatsuki sinkt am 11. November 1944 in der Ormoc bay.

### Wiederaufnahme der Transporte
Die schweren Verluste bei TA-3 und TA-4 führten zu einer zweiwöchigen Unterbrechung der Transporte nach Leyte. Doch die amerikanischen Truppen rückten stetig vor, gebremst zwar durch die geschwächte 1. Japanische Division, aber nicht aufgehalten. Ursprünglich war geplant, dass bei den Transporten TA-5 bis TA-7 Landungsschiffe zum Transport der 68. Brigade eingesetzt werden sollten, während Handelsschiffe Vorräte transportierten. Aber die jüngsten schweren Verluste bei der Handelstonnage zwangen die japanische Marine nun, nur Landungsschiffe zur Versorgung einzusetzen, während die 68. Brigade in Manila blieb. Außer der Kuwa und ihrem Schwesterschiff Take, die gerade mit einem Konvoi eingetroffen waren, standen als Geleitschutz nur U-Jäger und andere kleine Patrouillenschiffe zur Verfügung.

### TA-5
Die erste Staffel des Transports TA-5, bestehend aus den Transportern der 2. Klasse T.111, T.141 und T.160 begleitet vom U-Jäger Nr.46, verließ Manila am 23. November und kam am nächsten Morgen bei der Insel Masbate an. Obwohl sie sich tagsüber verstecken wollten, wurden sie gesichtet und am frühen Nachmittag von P-40 Jagdbombern angegriffen, die alle drei Transporter in Brand warfen und zum Stranden zwangen. Der U-Jäger konnte nur noch die Besatzungen retten und Richtung Manila fahren.
Der zweiten Staffel des TA-5 ging es nicht besser. Sie bestand aus den Transportern der 1. Klasse T.6, T.9 und T.10 unter dem Schutz des Zerstörers Take. Sie liefen am 24. November von Manila zur Insel Marinduque. Auch sie wurden entdeckt und von Flugzeugen der Task Groups 38.1 und 38.2 angegriffen. Die Transporter T.6 und T.10 wurden versenkt und T.9 beschädigt. Andere Flugzeuge fanden den U-Jäger Nr.46 noch auf dem Weg nach Manila und versenkten auch ihn. Die Take und die T.9 waren die einzigen Schiffe, die nach Manila zurückkehrten. TA-5 war ein kompletter und verlustreicher Fehlschlag.

### TA-6
Mittlerweile fehlte es den Streitkräften von General Suzuki auf Leyte schon an Grundnahrungsmitteln, Munition und medizinischem Material. Diese essentiellen Güter sollten mit dem Konvoi TA-6 nach Leyte gebracht werden. Zwei kleinere Frachtschiffe, die Shinsho Maru (2.880 BRZ) und die Shinetsu Maru (2.210 BRZ), wurden beladen und machten sich in Begleitung der U-Jäger Nr.45 und Nr.53 und des Patrouillenboots Nr.105, ein ehemaliger, unbewaffneter philippinischer Zollkreuzer auf den Weg. Der Konvoi verließ Manila am späten Vormittag des 27. November. Es gelang ihm unbemerkt bis nach Ormoc zu gelangen, wo am frühen Abend des 28. November die Frachter entladen wurden.
Um Mitternacht des 28. November drangen US Schnellboote in die Bucht ein. Sie wurden zwar sofort von den beiden U-Jägern unter Feuer genommen, konnten aber beim Ablaufen ihre Torpedos lancieren und versenkten den U-Jäger Nr.53 und das Patrouillenboot. Mit dem Sonnenaufgang am 29. November begannen die amerikanischen Luftangriffe mit dem Ergebnis, dass die Shinsho Maru brennend auf den Strand gesetzt werden musste. Die Shinetsu Maru und der U-Jäger Nr.45 versuchten, nach Manila zu entkommen, doch der U-Jäger wurde noch am gleichen Tag östlich von Cebu versenkt und der Transporter am nächsten Tag nördlich der Insel.

### TA-7
Im Gegensatz zu den vorherigen Unternehmen, gelang es TA-7 wegen schlechten Wetters, unbemerkt von den amerikanischen Streitkräften nach Ormoc zu gelangen. Truppen und Munition waren an Bord und wurden auf das umkämpfte Leyte gebracht. Diese Transporte erfolgten in drei Staffeln. Bei den ersten beiden wurden Landungsschiffe eingesetzt, die zuerst von der japanischen Armee in Auftrag gegeben wurden, bevor die Marine im Jahre 1942 die Kontrolle über den Bau sämtlicher Schiffe an sich zog. Sie waren dem Typ T.101 Typ sehr ähnlich, die Abkürzung lautete 'SS' mit einer Nummer.

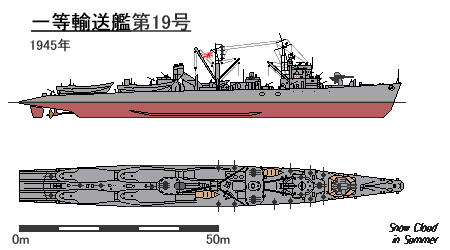
Japanisches Landungsboot 1. Klasse T.1 - T.22

Die Transporter SS.5, SS.11 und SS.12 der ersten Staffel liefen am 28. November aus Manila aus. Sie wurden vom U-Jäger Nr.20 begleitet. Am nächsten Tag legten sie auf Masbate Island an, wo allerdings SS.5 auf Grund lief und zu schwer beschädigt wurde, um weiter zu fahren. Die anderen drei Schiffe erreichten am späten 30. November Ipil, südlich von Ormoc. Die Transporter landeten Lebensmittel, Munition, medizinisches Material und etwa 200 Mann an, während der U-Boot-Jäger die Überlebenden der Naganami vom Konvoi TA-3 abholte. Gedeckt durch schlechtes Wetter fuhr der Geleitzug am frühen 1. Dezember wieder los und kehrte sicher am 2. Dezember nach Manila zurück.
Die unbegleiteten Landungsschiffe SS.10 und SS.14, die Manila am 30. November verlassen hatten, waren die zweite Staffel des TA-7. Die beiden Schiffe galten als verloren, als sie Ormoc nicht wie geplant erreichten. Der Grund für ihr Ausbleiben war, dass sie US Luftangriffen auf Ormoc aus dem Weg gehen wollten. Sie landeten ihre Fracht dafür am 1. Dezember nördlich von Palompon, nordwestlich von Ormoc an und liefen wieder ab. Über das weitere Schicksal der beiden Schiffe ist nichts bekannt. Sie könnten den US-Überwasserstreitkräften zum Opfer gefallen sein. Das US Schnellboot PT-491 meldete einen „eskortierten Frachter“ vor der Halbinsel San Isidro im Norden Leytes. Als Reaktion darauf fuhren die Zerstörer USS Conway (DD 507) mit ihren Schwesterschiffen Cony (DD-508), Eaton (DD-510), und Sigourney (DD-643) zu der gemeldeten Position und meldeten eine Versenkung in der Nacht des 1. Dezember.
Die dritte Staffel des TA-7 bestand aus dem Transporter T.9, den Landungsschiffen T.140 und T.159, sowie den Zerstörern Take und Kuwa, die auch Truppen und Vorräte transportierten. Alle fünf Schiffe verließen Manila am Abend des 1. Dezember, nutzten Sturmböen, um einem Luftangriff am 2. Dezember auszuweichen und kamen spät in der Nacht vor Ormoc an. Als die Schiffe entladen waren, wurden die Überlebenden der Shimakaze und der Wakatsuki von den Zerstörern an Bord genommen. In dem Moment tauchten drei amerikanische Zerstörer in der Bucht auf, die Allen M. Sumner (DD-692), die Moale (DD-693) und die Cooper (DD-695) und eröffneten ein radargeleitetes Feuer auf die Kuwa und die Take. Die beiden Zerstörer erhielten sofort Treffer und die Kuwa wurde so schwer getroffen, dass sie sank. Sie konnte aber noch eine Torpedosalve abfeuern, durch die die Cooper versenkt und die Moale beschädigt wurde.
Die amerikanischen Zerstörer zogen sich zurück und wurden beim Ablaufen noch erfolglos von japanischen Flugzeugen vom Typ Yokosuka P1Y angegriffen. Überlebende der Shimakaze, der Wakatsuki und nun der Kuwa wurden auf die Take, die T.140, die T.159 und die T.9 umgeladen. Die Take brachte die drei Transporter am 4. Dezember ohne weitere Zwischenfälle zurück nach Manila.

### Amerikanische Landungen in der Ormoc Bay

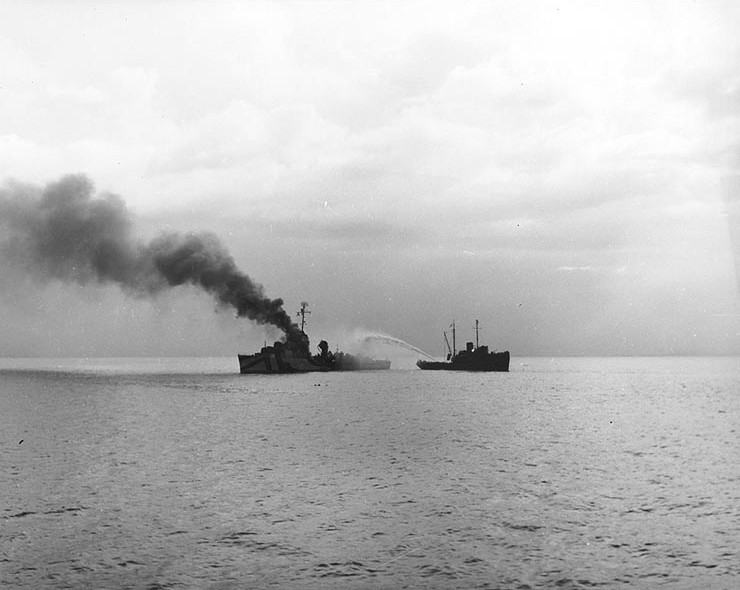
Nach einem Kamikazeangriff brennender Zerstörer USS Lamson (DD-367) am 7. Dezember 1944 in der Ormoc Bay. Der bei der Brandbekämpfung unterstützende Schlepper ist möglicherweise ATR-31.

In der Nacht auf den 7. Dezember stießen die Zerstörer Nicholas, O’Bannon, Fletcher und La Vallette zum Beschuss der japanischen Einrichtungen in die Bucht von Ormoc. Am 7. Dezember am frühen Morgen landete die 77. US-Infanterie-Division unter Generalmajor Andrew D. Bruce südlich der Stadt Ormoc. Artillerieunterstützung dabei leisteten die Zerstörer Hughes, Barton, Walke, Laffey, O’Brien, Flusser, Lamson, Edwards, Smith, Reid, Conyngham und Mahan. Die Landung selbst traf nur auf geringen Widerstand. Erst am Nachmittag griffen 21 Kamikaze Flugzeuge an, von denen vier den US-Zerstörer Mahan so schwer beschädigten, dass er von der Walke nach Übernahme der Überlebenden versenkt werden musste. Auch der zum Schnelltransporter (APD) umgebaute Zerstörer Ward erhielt schwere Treffer und wurde von der O’Brien unter Commander W.W. Outerbridge versenkt. Ausgerechnet er hatte am 7. Dezember 1941 die Ward befehligt und ein japanisches Kleinst-U-Boot vor Pearl Harbor versenkt. Die Ward feuerte damals den ersten Schuss des Pazifikkrieges ab. Außerdem wurde der LSM 318 versenkt, der Zerstörer Lamson, der APD Liddle sowie die Landungsschiffe LST 737, LSM 18 und LSM 19 wurden schwer beschädigt, blieben aber schwimmfähig.

### TA-8
Die Transportoperation TA-8 war ein japanischer Versuch die 68. Infanteriebrigade (4.000 Mann) bei Ormoc zu landen. Die Soldaten und das Material der 68. Brigade wurde auf vier Transportern, der Akagisan Maru, der Hakuba Maru, der Shinsei Maru Nr.5 und der Nichiyo Maru verladen. Der Geleitschutz bestand aus den Zerstörern Ume, Sugi, Momo und dem Marinetransporter T.11, außerdem waren die U-Jäger Nr. 18 und Nr. 38 beteiligt. Der Kommandant der Ume, Kapitän Sugama Ryokichi, leitete die Operation. Er war der Kommandant des legendären Zerstörers Yukikaze gewesen, dem es gelungen war, durch sämtliche Gefechte und Schlachten, an denen er von Kriegsbeginn an teilgenommen hatte, ohne ernsthafte Schäden zu kommen.
TA-8 verließ Manila am 5. Dezember. Erst am Morgen das 7. Dezember wurden sie entdeckt und von US-amerikanischen Flugzeugen angegriffen. Kapitän Sugama erfuhr zur gleichen Zeit, dass die amerikanischen Streitkräfte mit Unterstützung durch eine Flotte von 80 Schiffen südlich von Ormoc eine eigene amphibische Landung begonnen hatten. Daraufhin wies Sugama die Transporter an, die Schiffe 30 Meilen nördlich von Ormoc auf den Strand zu setzen, und sie so gut es ging zu entladen, weil eine normale Entladung im Hafen nicht mehr möglich war. Er selbst fuhr mit seinen Zerstörern und den beiden U-Jägern nach Norden. Den ganzen Tag lagen die Transporter im Bombenhagel der US-amerikanischen Luftwaffe und die Transporter und der Marinetransporter T.11 wurden zerstört. Die Truppen konnten gelandet werden, allerdings mit nur wenig Material. Am späten Nachmittag schickte Sugama den Zerstörer Momo zur Unterstützung, aber auch er konnte nichts ausrichten und schloss sich in der Nacht wieder der Ume und der Sugi an, die auch durch Luftangriffe leicht beschädigt worden waren. Alle drei Zerstörer und die beiden U-Jäger erreichten Manila wieder an 8. Dezember.

### TA-9

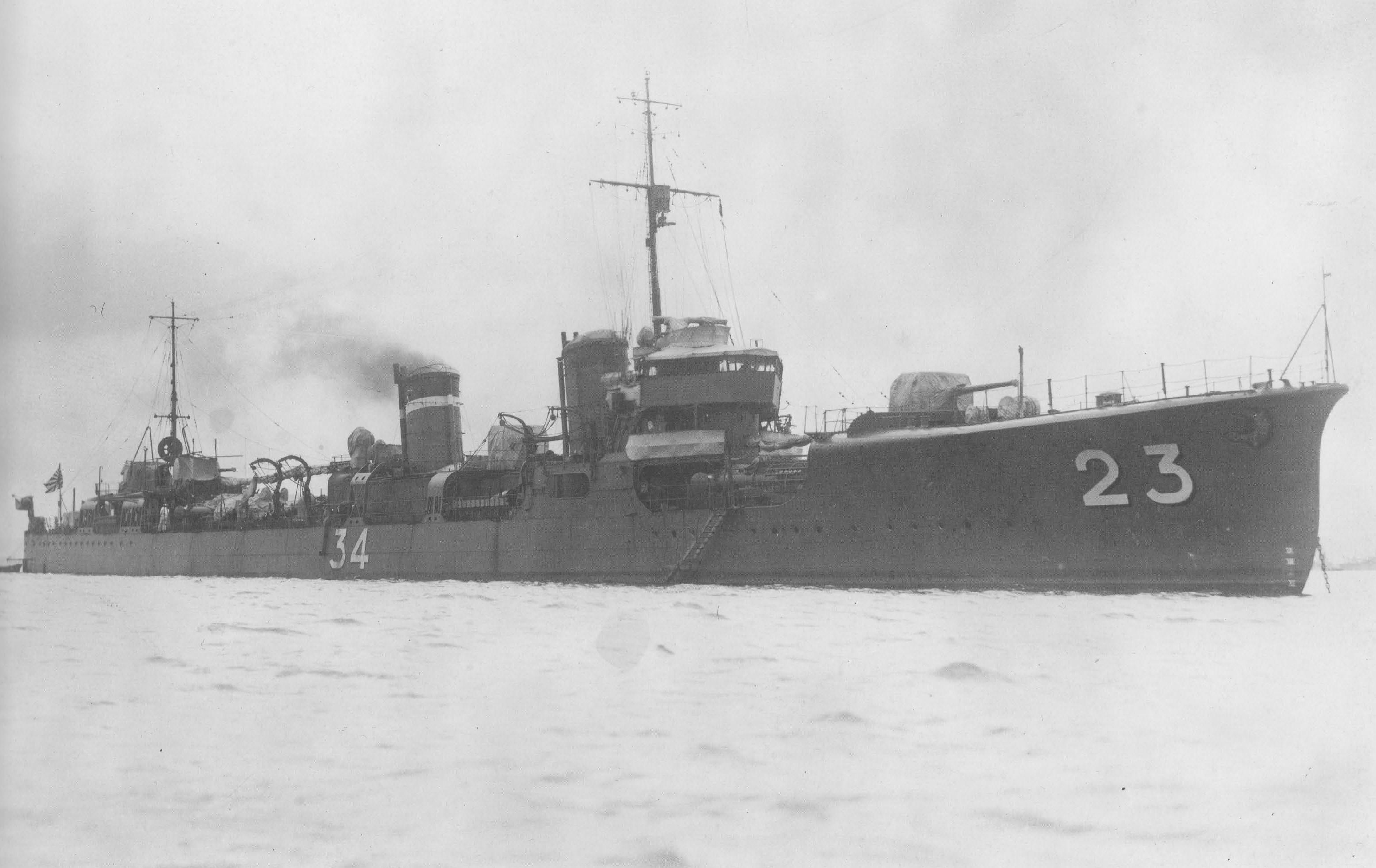
Japanischer Zerstörer Yuzuki

Ungeachtet amerikanischer Landungen, des dazugehörigen Flottenaufmarsches vor Ormoc und der Gefechte an Land beim Hafen von Ormoc, begann die neunte und letzte TA-Operation am Nachmittag des 9. Dezember von Manila aus. Der Hauptkonvoi der Handelsschiffe Mino Maru, Sorachi Maru und Tasmania Maru beförderte 4.000 Soldaten des 5. Infanterieregiments sowie Lebensmittel und Munition. Die Eskorte unter Kapitän Sawamura Seiji von bestand aus den älteren Zerstörern Yuzuki, Uzuki und der modernen Kiri sowie den U-Jägern Nr.17 und Nr.37. In Verbindung mit diesem Konvoi transportierten die Landungsschiffe T.140 und T.159 400 mit Amphibienpanzern ausgerüstete Marinesoldaten der gepanzerten Itoh Spezial Landungseinheit. In einer parallelen Operation würde der Marinetransporter T.9 zwei Zwerg-U-Boote nach Cebu transportieren.
Der Plan für TA-9 sah vor, bei Bedarf in Palompon statt in Ormoc zu landen und nur wenige Stunden nach der Abfahrt erhielt Kapitän Sawamura eine Nachricht von der Südwestflotte, dass Palompon tatsächlich sein Ziel sein sollte. Der Konvoi hielt sich daher bis in die Morgenstunden des 10. Dezember in der Nähe der Tablas-Straße auf, um den zuvor vereinbarten Zeitplan für die Luftunterstützung einzuhalten. Doch dann änderte Admiral Okochi seine Meinung und befahl am Morgen des 11. Dezember Ormoc selbst anzulaufen. Bei der Gelegenheit sollten Sawamuras Kriegsschiffe feindliche Stellungen bombardieren und auf andere Weise die Aufmerksamkeit von seinen Transportern ablenken.
Am 10. Dezember wurde vom Konvoi nur ein Aufklärer, eine B-24, gesichtet und als kein sofortiger Angriff erfolgte, war auch nicht sicher, ob sie erkannt worden waren. Erst am nächsten Morgen, dem 11. Dezember wurde der Geleitzug von etwa 40 Jagdbombern angegriffen, die allerdings nur geringen Schaden anrichteten. Der zweite Angriff erfolgte am Nachmittag, als der Konvoi Palompon passierte. Sowohl Tasmania Maru als auch Mino Maru wurden schwer getroffen und blieben sinkend liegen. Als die Flugzeuge auch die Sorachi Maru angriffen, ließ ihr Kapitän einen Teil des Schiffes fluten und legte im Laderaum Nr. 3 ein kontrolliertes Feuer, das so viel öligen Rauch erzeugte, dass die Jagdbomber davon ausgingen, dass das Schiff ebenfalls schwer getroffen war und es ignorierten. Kapitän Sawamura befahl der Sorachi Maru zum Entladen nach Palompon zu fahren, während die kleineren Eskortschiffe Überlebende retteten. Die U-Jäger Nr.17 und Nr.37 begleiteten die Sorachi Maru. Der Zerstörer Uzuki wurde von Kapitän Sawamura detachiert, um eine Gruppe Besatzungsmitgliedern der Shimakaze und Wakatsuki zu holen, während er mit der Yuzuki, der Kiri, T.140 und T.159 weiter nach Süden Richtung Ormoc fuhr und kurz vor Mitternacht die Landungstruppen mit den Amphibienpanzern an Land setzte.
Diese Landungen in der direkten Umgebung Ormocs lösten ein heftiges Feuergefecht an Land, als auch auf dem Wasser aus. Die japanischen Landungsschiffe wurden von amerikanischen Artillerie und sogar von Panzern unter Feuer genommen und angeblich zerstört. Aber nur T.159 wurde unrettbar beschädigt, die T.140 konnte sich zurückziehen. Auch der Zerstörer USS Coghlan, der gerade dabei war, zwei LSMs an nahezu dieselbe Stelle zu eskortieren, meldete eine Versenkung. Die Coghlan hatte wahrscheinlich auch T.159 getroffen.
Kapitän Sawamura konnte sich mit der Yuzuki und der Kiri am frühen 12. Dezember vom umkämpften Brückenkopf zurückziehen. Sawamura kehrte sogar um, um die beschädigte T.140 zu decken, während die Kiri weitere Männer in Palompon landete. Dort hatte Kapitän Miyashita seine eigenen Landungen abgeschlossen, war mit der Sorachi Maru und den beiden U-Jägern nach Manila aufgebrochen. Die Uzuki wollte sich Kapitän Sawamura in Ormoc anschließen. Sie wurde von den PT-Booten 490 und 492 mit Radar erfasst, vor der Küste von Leyte mit sechs Torpedos aus nur 1.000 Metern Entfernung angegriffen und erhielt mindestens zwei Treffer. Die Uzuki explodierte und sank innerhalb von Sekunden und es gab keine Überlebenden.
Die Reste der TA-9 zogen sich am 12. Dezember in Richtung Manila zurück, zunächst ohne angegriffen zu werden. Nordöstlich von Cebu wurden dann die Yuzuki, die Kiri und die T.140 von etwa 50 US-Flugzeugen angegriffen. Sowohl die Kiri als auch die Yuzuki wurden schwer beschädigt. Die Yuzuki so schwer, dass das sie nicht mehr manövrierfähig war und einige Stunden später mit 20 Toten unterging. Die Kiri rettete 214 Überlebende, darunter Kapitän Sawamura. Die Kiri, die T.140, die U-Jäger Nr.17 und Nr.37 und auch die Sorachi Maru liefen am Nachmittag des 13. Dezember wieder in Manila ein.

## Auswirkungen
Ormoc wurde am 12. Dezember von den amerikanischen Truppen erobert, als sich der letzte TA-Konvoi in Richtung Manila zurückzog und Palompon fiel zwei Wochen später. Die amerikanischen Landungen auf Mindoro, direkt vor Luzon am 15. Dezember degradierten Leyte zu einem zweitklassigen Schauplatz und veranlassten General Yamashita, General Suzuki auf Leyte am 18. Dezember mitzuteilen, dass er von Manila keinen weiteren Beistand erwarten könne. Die Kämpfe auf Leyte dauerten noch bis Mai 1945 an.
Die gesamten japanischen Schiffsverluste auf der Route Manila-Ormoc, TA-1 bis TA-9 beliefen sich auf sechzehn Handelsschiffe mit 73.651 Tonnen, drei Marinetransporter vom Typ T.1, neun Landungsschiffe (T.101 und die SS-Boote der Armee) und einen Leichter Kreuzer, acht Zerstörer, drei U-Jäger und je ein Kaibokan, Minensuchboot und Patrouillenboot. Es ist nicht möglich, die japanischen Flugzeug- und Personalverluste mit einiger Genauigkeit abzuschätzen.
Aber trotzdem gelang es den TA-Konvois auch angesichts der amerikanischen Übermacht an Luft- und Seestreitkräften, schätzungsweise 45.000 Mann und 10.000 Tonnen Proviant auf Leyte zu landen. Obwohl sich diese Verstärkungen letztendlich als unzureichend erwiesen, um es den japanischen Streitkräften zu ermöglichen, Leyte zu halten, gelang es ihnen doch, die Insel viel länger zu verteidigen, als beide Seiten es jemals erwartet hatten.